# 비프 매너드
비프 메이너드(Biff Manard, 영어 발음: /ˈmeɪnərd/, 1939년 1월 1일 ~ 2014년 5월 19일)는 미국의 배우, 각본가이다.

## 출연 작품
- 일주일에 8일 (1997년)
- 보난자 (1995년)
- 데저트 호크 (1992년)
- 트랜서 2 (1991년)
- 초인 플래시 - 아웃 오브 콘트롤 (1990년)
- 더 롱 가이즈 (1988년)
- 트랜서 (1985년)
- 버디 버디 (1981년)
- 생크스 (1974년)

### 텔레비전
- 초인 플래시 (1990년)
- 보난자 (1959년)